# Martin Held
Martin Held, född 11 november 1908 i Wedding, Berlin, Kejsardömet Tyskland, död 31 januari 1992 i Berlin, Tyskland, var en tysk skådespelare. Held verkade som scenskådespelare sedan början av 1930-talet, men filmdebuterade inte förrän 1951. Han gjorde flera huvudroller i tyska filmer av varierande snitt under 1950-talet och 1960-talet. 1980 tilldelades han det tyska filmpriset Filmband in Gold. Sin sista filmroll gjorde han 1978, men medverkade i TV-produktioner fram till 1987.

## Filmografi, urval
- 1954 – Spionchefen Canaris
- 1955 – Alibi
- 1956 – Kuppen i Köpenick
- 1956 – Friederike von Barring
- 1957 – Banktresor 713
- 1958 – Ung man gör revolt
- 1959 – Rosor till åklagaren
- 1960 – Det sista vittnet
- 1963 – Heta förbindelser
- 1973 – Reptilen
- 1978 – Der Pfingstausflug